# Tragia descampsii
Tragia descampsii là một loài thực vật có hoa trong họ Đại kích. Loài này được De Wild. miêu tả khoa học đầu tiên năm 1903.